# Clubiona ludhianaensis
Clubiona ludhianaensis là một loài nhện trong họ Clubionidae.
Loài này thuộc chi Clubiona. Clubiona ludhianaensis được Benoy Krishna Tikader miêu tả năm 1976.